# کوثر-وا-خاسیس
کوثر-وا-خاسیس (اوگاریتی: 𐎋𐎘𐎗𐎆𐎃𐎒𐎒)، و نیز Kothar یا Hayyānu، خدایی اوگاریتی بود که یک صنعتگر الهی در نظر گرفته می‌شد.

## نام‌ها
کوثر-وا-خاسیس، (Kôṯaru-wa-Ḫasisu) تلفظ صوتیِ تئونیمی است که در خط میخی اوگاریتی به صورت kṯr w ḫss نوشته می‌شود.

### اصطلاحات مرتبط
نام کوثرات، گروهی از الهه‌های مامایی که از ایمار، ماری و اوگاریت به دست آمده است، هم‌خانواده با کوثر است.

## متن‌های اوگاریتی
کوثر-وا-خاسیس یکی از خدایان اصلی در دین کنعانی بود و به خوبی در متن‌های آیینی و نام‌های تئوفوری گواهی شده است.

### اقامتگاه‌های کوثر
در متن‌های اوگاریتی دو مکان جداگانه به عنوان اقامتگاه کوثر توصیف شده است.

### چرخه بعل
در چرخه بعل، کوثر چنین به تصویر کشیده شده است که مهارت‌های خود در جایگاه یک صنعتگر الهی را به نمایندگی از سایر خدایان، به کار می‌بندد.